# Gavarra (metropolitana di Barcellona)
Gavarra è una stazione della linea 5 della Metropolitana di Barcellona.
La stazione fu inaugurata nel 1983 e si trova sotto Avinguda Salvador Allende tra Carrer de l'Anoia e Carrer de l'Empordà.